# Ivan Terentjevič Sazanov
Ivan Terentjevič Sazanov (rusko Иван Терентьевич Сазонов), ruski general, * 1755, † 1823.
Bil je eden izmed pomembnejših generalov, ki so se borili med Napoleonovo invazijo na Rusijo; posledično je bil njegov portret dodan v Vojaško galerijo Zimskega dvorca.

## Življenje
13. oktobra 1770 je kot vojak vstopil v Orelski pehotni polk; pri 16. letih se je udeležil krimskega pohoda, nato pa še rusko-turške vojne (1768-74). 
Leta 1782 je bil kot poročnik premeščen v Leb grenadirski polk, s katerim se je udeležil bojev proti Švedom (1788-90); za zasluge je bil povišan v prvega majorja in nato še v podpolkovnika. 
Po ustoličenju carja Pavla I. je bil odpuščen iz vojaške službe; vrnil se je na domače posestvo in se posvetil izboljšavi stanja. A ko je Pavla nasledil Aleksander I., se je vrnil v vojaško službo. 
Leta 1801 je tako postal šeb Tambovskega garnizijskega bataljona in 17. februarja 1803 šef Nevskega pehotnega polka, s katerim se je udeležil vojne proti Švedom (1808-09). 
19. septembra 1810 je postal poveljnik 14. pehotne divizije, kateri je poveljeval med patriotsko vojno. Oktobra 1812 je zbolel, tako da je moral 1. januarja 1813 zapustili poveljniško mesto. 